# Pavel (apostol)
A nu se confunda cu Pavel Apostol, filozof român din secolul al XX-lea!

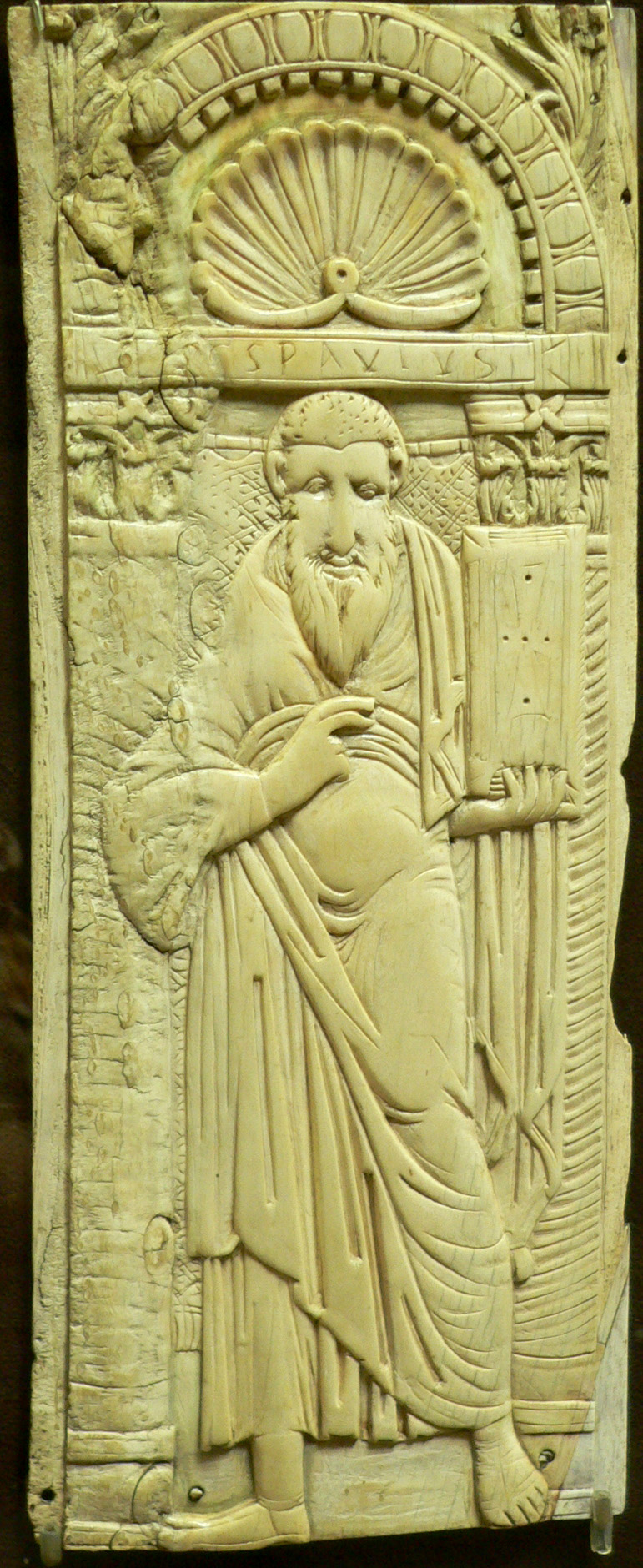
Apostolul Pavel - Relief bizantin în fildeș, secolul al VI-lea

Apostolul Pavel, sau Apostolul Paul (n. c. 5 AD, Tars, Cilicia — d. c. 64 sau 67, Roma) este, probabil, cel mai influent misionar creștin timpuriu. Este cunoscut de asemenea ca "Pavel apostolul", "Sfântul Pavel" și "Saul din Tars”. Scrierile atribuite lui de către biserică (epistolele pauline) formează o parte considerabilă a Noului Testament. Influența asupra gândirii creștine din epistolele atribuite lui a fost semnificativă, în parte datorită faptului că a fost considerat un apostol proeminent al creștinismului în răspândirea Evangheliei prin comunitățile creștine timpurii din Imperiul Roman.

## Etimologie și fonologie
Traducere  „Paul” vine din latină, numele original pe care acesta-l purta este latinescul „Paulus”, fiind evreu cu cetățenie romană; în timp ce traducerea „Pavel”, vine de pe filieră slavă.
În greaca koine (sau greaca alexandrină), transliterația numelui apostolului este „Paulos” sau „Pavlos”, în funcție de școala de gândire. Majoritatea cercetătorilor sunt de acord că diftongul αυ, în perioada romană (înainte de sec. IV d.Hr.), era încă pronunțat „au”, și nu „av”. Din acest motiv pronunția grecească este „Paulos”, și nu „Pavlos”; cum este pronunțat și-n concordanța (un lexicon mai bogat) lui Strong. 
Este același motiv pentru care pronunțăm „Saul” (Σαῦλος), și nu „Savel”, iar Paul ( Παῦλος), diferă doar în prima literă, adică „p”, în loc de „s (sigma)” . Pe de altă parte școala ortodoxă folosește pronunțarea din greaca bizantină, care o succede pe cea koine, și în care diftongul αυ ajunsese deja să fie pronunțat „av”. 

## Viața

### Până la convertire
Din aluziile autobiografice din scrisorile sale și din cartea neotestamentară „Faptele Apostolilor” (considerată în mod tradițional ca fiind scrisă de un ucenic al lui Pavel, Luca; cercetarea modernă consideră că autorul Faptelor este anonim și prost informat despre viața lui Pavel) se cunosc destule episoade din viața acestui apostol. Deși trebuie luate cu precauție, scrierile apocrife și simpla tradiție transmit și ele elemente care pot ajuta la înțelegerea personajului și la creionarea portretului său.
Până la începutul primei călătorii misionare (Faptele Apostolilor 13:9) Pavel este întotdeauna numit Saul. Unii istorici au presupus o schimbare de nume determinată de anumite motive; însă cea mai mare parte dintre cercetători – cu și mai multă credibilitate – consideră că cele două nume, semitic (Saul) și roman (Paul; în cultura bizantină și cea slavă Pavel), îi sunt proprii din copilărie. Într-adevăr, printre evreii din diasporă era comună practica folosirii a două nume, unul ebraic pentru relațiile familiale și statutul religios; celălalt roman (sau, după caz, de altă etnie) – pentru viața publică. În cazul lui Pavel, s-ar fi chemat Saul, întrucât aparținea tribului lui Beniamin (Veniamin) (cf. Filipeni cap. 3), trib din care se evidențiase primul rege al lui Israel, regele Saul; și Pavel (lat. Paulus), ca marea gens romana a Paulilor, acesta era destul de indicat pentru un viitor cetățean roman și, de ce nu, pentru părinții săi care se proclamau, astfel, clienți ai acelei celebre familii, cu care se pare că aveau legături deja mult mai vechi.
Practic, nu se știe nimic despre copilăria și adolescența sa. Din cunoștințele pe care le manifestă în scrierile sale lasă loc presupunerii că el a învățat greaca în forma caracteristică de atunci, denumită koine (comună). Din frecvența cu care Pavel introduce în scrierile sale, sub forma metaforelor sau pentru alt motiv, referințe la viața civilă, militară și sportivă se poate presupune că era un membru activ al vieții cosmopolite din Tars, pe atunci mare centru comercial și sediul uneia dintre cele mai reputate școli de filosofie și de retorică. Au fost identificate trei texte care permit să se întrevadă la el cultura clasică: Fapte 17,28; 1Cor 15,33; Tit 1,12; cu toate acestea aspectul este încă contrazis și dezbătut. Cu totul altceva se poate și trebuie spus în ceea ce privește cultura lui religioasă (biblică și rabinică): a fost educat conform celei mai rigide învățături fariseice (cf. Fapte 26,5; Gal 1,14). Formarea sa intelectuală a fost făcută asupra textului Bibliei și în școala rabinică. Ea a fost desăvârșită la Ierusalim la Școala lui Gamaliel (Fapte 22,3), reprezentant de seamă stimat atât de tradiția iudaică cât și de cea creștină.

### Convertirea
Pavel nu l-a cunoscut față în față pe Isus din Nazaret („după trup” cf. 2 Cor 5,16). Curând a intrat în contact cu primii creștini și îndeosebi cu diaconul Ștefan (Fapte 6,9; 7,58). Pavel a asistat, conform evanghelistului Luca, participând în formă indirectă, la uciderea lui Ștefan. Cu temperamentul său clocotitor, a dobândit repede un loc de frunte în persecuția anticreștină (Fapte 8,1u; 26,4-12; 1Cor 15,9; Gal 1,13; 1Tim 1,13). De la Ierusalim (și, în general, din Palestina), voia să extindă persecuția și în diasporă, unde trăiau înfloritoare comunități iudaice. Numit și întărit cu scrisori de recomandare de către Marele Preot de la Ierusalim, el se îndrepta spre Damasc, faimos oraș sirian. Cu foarte mare probabilitate aceasta se petrecea prin anul 36 e.n. Pe drum însă a avut loc celebrul episod al convertirii sale instantanee ca urmare a vederii lui Isus, care-i reproșa blând: „Saule, Saule, de ce mă prigonești?" (în unele traduceri: "Saule, Saule, de ce mă cauți" - vezi terminologie)” (Fapte 9,3-9), iar Paul/Pavel nu s-a mai îndoit niciodată, până la moarte, de realitatea acestei viziuni. De remarcat și faptul că Faptele Apostolilor prezintă de trei ori acest eveniment (și nu fără unele detalii), ceea ce prezintă unele dificultăți de justă interpretare. Cu toate acestea, inegalabil rămâne faptul că atunci, într-o clipă, Pavel s-a transformat, brusc și misterios, din persecutor în misionar, apostol al lui Christos. Așadar, după acest tainic eveniment, Saul are primele sale contacte cu lumea creștină nu ca persecutor, ci ca ucenic al lui Christos. Și-a recăpătat vederea – pierdută pe cale, în momentul viziunii – odată cu Botezul pe care l-a primit de la Anania din Damasc (cf. Fap 9,9-19). Abia restabilit, a încercat, de îndată, o activitate misionară (sau cel puțin apologetică), dar fără succes (Fapte 9,19-22). După această primă tentativă, s-a retras în pustiul Arabiei, la sud de Damasc, unde a petrecut vreo trei ani (cf. Gal 1,17u), într-o reculegere ascetico-religioasă. Face o a doua încercare apostolică tot la Damasc, însă, de data aceasta, se termină cu o fugă precipitată (conform 2Cor 11,32u și Fapte 9,23-25, Saul, încercând să scape de gărzile regelui Areta al IV-lea, a fost pus într-un coș și ajutat să evadeze pe o fereastră din zidul orașului). Scăpat teafăr din această încercare, Saul s-a îndreptat spre Ierusalim, unde a rămas 15 zile în compania lui Barnaba, care a și garantat pentru el, eliminând, astfel, neîncrederea lui Petru, Iacob („fratele Domnului”) și a altor creștini (cf. Gal 1,18u; Fapte 9,26-29).
A urmat o altă perioadă de tăcere și de solitudine petrecută, cel puțin în mare parte, la Tars (Fapte 9,30; Gal 1,21). Prin 45 (cu probabilitate), Barnaba îl caută și-l cheamă într-o misiune în Antiohia Siriei. Cei doi, ajutați și de alții, au săvârșit o lucrare întrucâtva revoluționară: nu s-au ocupat atât de evrei, cât de păgâni, prozeliți sau nu, pe care-i convertesc la creștinism și aceasta fără nici o trecere prin iudaism. O secetă care a lovit Iudeea, urmată de foamete, i-a făcut pe acești misionari colectorii unei oferte din partea antiohienilor, colectă pe care, apoi, personal, au dus-o la Ierusalim (Fapte 11,25-30). La scurt timp după acest episod (46, dacă se merge pe probabilitatea deja expusă), au început marile călătorii misionare ale lui Pavel.

### Prima călătorie misionară
Prima călătorie misionară a făcut-o cu Barnaba și cu Marcu (sau Ioan Marcu, vezi Evanghelia după Marcu, personajul istoric) - cf. Fapte 15,37. De la Antiohia au trecut în Cipru, unde Saul (Paul/Pavel) l-a convertit pe proconsulul roman Sergiu Paulus (Fapte 13,4-12). Cu privire la acest episod (adică schimbarea numelui din Saul în Paul/Pavel), opiniile istoricilor sunt împărțite: în timp ce unii dintre istorici (mai puțini) presupun și susțin că Paul/Pavel și-ar fi luat numele acesta mai târziu și din oarecare interes pentru „captatio benevolentiam” față de acest proconsul, ceilalți (majoritatea) resping documentat această ipoteză. Din Cipru, călătoria lor a continuat în Pamfilia (la Perge), apoi în Antiohia Pisidiei și în Licaonia (Iconiu, Listra și Derbe). Au străbătut foarte mari distanțe, prin munți și prin locuri puțin primitoare. Efectele au fost considerabile, mai ales printre simplii păgâni din Licaonia. Pavel, care a supraviețuit prin minune lapidării îndurate la Listra (cf. Fapte 14,9u), s-a preocupat să stabilească o ierarhie rudimentară – pare-se, prima (cf. Fapte 14,23). Această primă călătorie s-a încheiat cam prin anul 49 e.n. la Antiohia Siriei.
Aici, apostolul a fost nevoit să înfrunte o situație delicată, care are o însemnătate foarte mare pentru istoria creștinismului. Pavel se opune categoric pretențiilor manifestate de unii creștini proveniți dintre evrei, care voiau să impună păgânilor convertiți circumciziunea și alte rituri și prescrieri mozaice. Problema a fost prezentată celorlalți apostoli în așa-zisul „conciliu din Ierusalim” (49 e.n.), unde a avut câștig de cauză teza distincției nete între creștinism și iudaism, chiar dacă s-a admis ca ex-evreii să practice prescrierile lor mozaice și s-a recomandat creștinilor veniți dintre păgâni să se abțină de la unele obiceiuri care puteau ofensa sensibilitatea ebraică (cf. Fapte 15,1-21). Pentru o reconstituire cât mai exactă a momentului, trebuie adăugat că această poziție avea, deja, un precedent în atitudinea lui Petru cu ocazia convertirii și botezării casei centurionului Corneliu (Faptele Apostolilor 10:1 - 48)), episod la care Petru însuși va face referință în prezentarea deciziei conciliare.

### A doua călătorie misionară
Din Antiohia, probabil în anul 50 e.n., Paul/Pavel s-a îndreptat spre nord, ajungând, prin comunitățile deja evanghelizate, până în Galatia, de unde s-a îndreptat spre Nord-Vest. A ajuns la Alexandria Troadei (Troada), de unde a trecut în Grecia la Neapolis (actuala Cavala). Etapele principale au fost: Filipi, Tesalonic, Anfipoli, Bereea, Atena, Corint (cf. Fapte 15,30; 18,18). Pretutindeni, excepție făcând Bereea, apostolul a suferit mult: la Filipi a fost flagelat (biciuit) și întemnițat; la Corint a fost dus în tribunal înaintea proconsulului Lucius Iunius Gallio Annaeanus, fratele filosofului Seneca; la Atena, unde a rostit celebrul discurs în Areopag, a fost ironizat și aproape a dat faliment. Dar nici roadele predicării sale nu erau neînsemnate, dimpotrivă, numărul colaboratorilor adunați în jurul său a crescut, așa încât a putut constitui numeroase și zeloase comunități creștine, mai ales la Filipi, la Tesalonic și la Corint. Această a doua călătorie misionară s-a încheiat prin 53 e.n. cu o vizită la Ierusalim și la Antiohia.

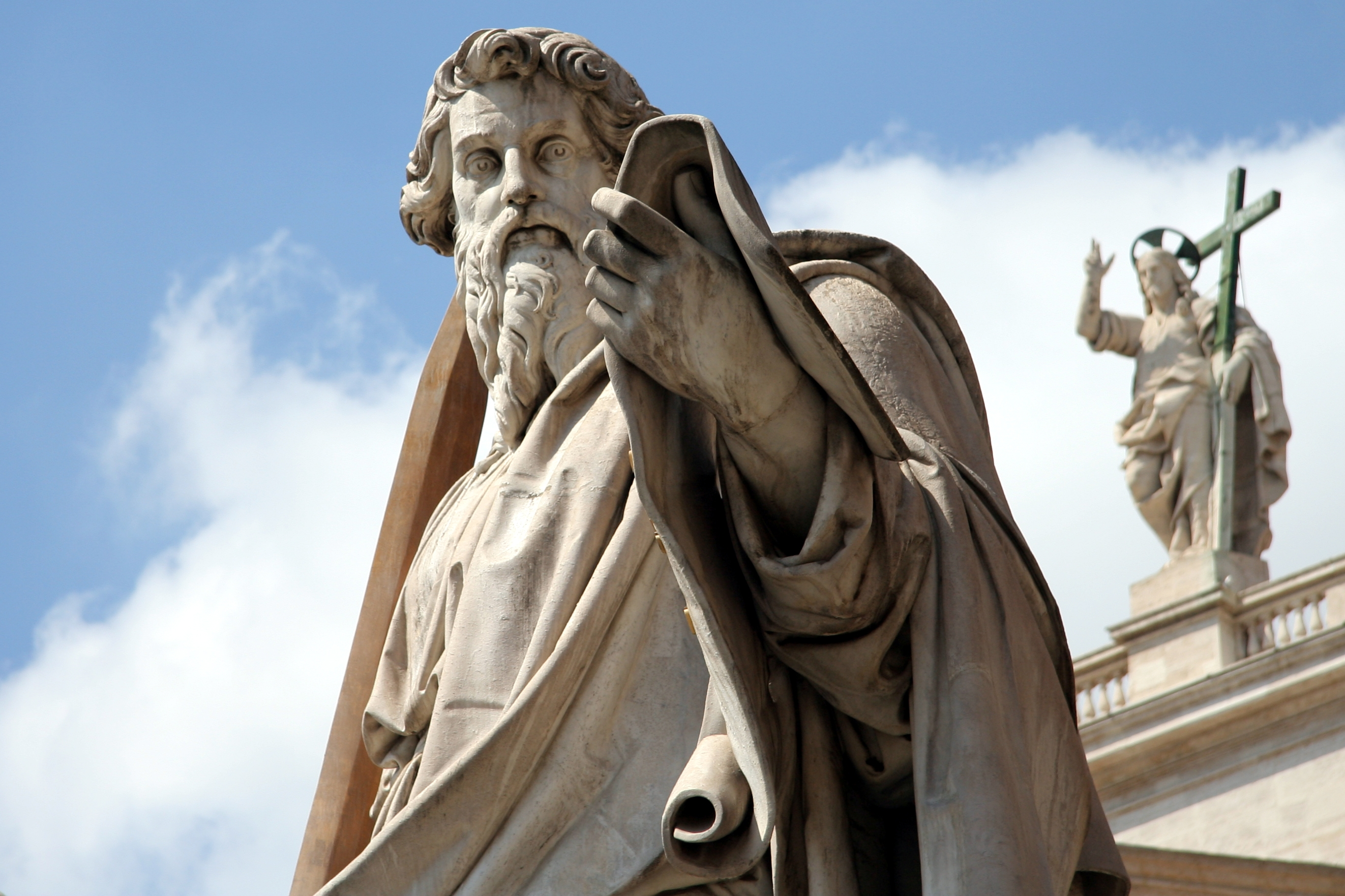
en: Sfântul Pavel cu o epistolă în mână, Piața Sfântul Petru din Roma, în plan secund statuia lui Isus Hristos.

Din această perioadă (după unii autori, chiar mai repede), Paul/Pavel a inițiat o nouă metodă de apostolat: predicii directe i-a adăugat scrieri sub formă de scrisori. Din Corint au fost expediate cele două scrisori comunității din Tesalonic, în care apostolul își mărturisește nu doar dragostea ci și străduința de a corecta unele abuzuri, îndeosebi acelea cu privire la unele false interpretări privind a doua venire a lui Christos. La Efes, „grija pentru toate Bisericile” (cum o numește chiar el, cf. 2Cor 11,28) a crescut. Din această localitate a trimis comunității din Corint prima și a doua Scrisoare. Preocupările lui nu se mărginesc doar la comunitățile fondate de el, ci se îndreaptă și spre altele; de la Corint a trimis comunității din Roma (unde nu fusese misionar) cea mai importantă scriere a sa.

### A treia călătorie misionară
A treia călătorie misionară a fost de 4 ani. Ea a avut ca obiectiv principal evanghelizarea Asiei. Pavel, ajutat de diverși colaboratori, pentru aproximativ trei ani s-a fixat în Efes. Vestea cea bună a fost proclamată nu doar în capitală, dar și în numeroase alte localități: Milet, Colose, Laodiceea, Ierapoli . Convertirile au fost atât de numeroase încât a afectat vizibil vânzările statuetelor Artemidei (zeitatea principal venerată în orașul Artenis). Negustorii acestor amulete au provocat atunci celebra răzvrătire păgână din Efes, adunând o mare mulțime de popor în marele amfiteatru ca să protesteze contra amenințării cultului Artemidei. Ajutat de câțiva creștini din localitate, Pavel a reușit să scape de protestatari, care nu l-au găsit. Fruntașul orașului a reușit să restabilească liniștea, apostolul, însă, la scurt timp, a plecat de acolo în Macedonia, iar de acolo în Grecia, făcând un popas de trei luni la Corint. De la Corint – ca să evite intrigile și capcanele pregătite de iudei – pe uscat, a plecat spre Ierusalim, unde a dus substanțiala ofertă, adunată cu atâta trudă și răbdare prin toate comunitățile creștine pe unde a predicat, mai ales printre creștinii din Macedonia și Ahaia. La Ierusalim se încheie, fructuoasa călătorie misionară și începe, pentru el, o lungă „via crucis”, ultima (?).

### Captivitatea
Acuzat pe nedrept că ar fi profanat templul de la Ierusalim în care l-a purtat pe ex-păgânul Trofim (cf. Fapte 21,27-30), apostolul a fost asaltat de o mare mulțime gata să-l ucidă cu pietre. Din mâna acestora a fost salvat de tribunul roman Claudiu Lisias, care, însă, a dat ordin să-l încătușeze și să-l flageleze, această a doua parte a poruncii nu va fi executată întrucât Pavel a revendicat privilegiul său de cetățean roman (cf Fapte 22,25). A doua zi, a fost dus în fața sinedriului, dar n-a putut să se țină nici o judecată din pricina neînțelegerii – provocată de Pavel – între saduchei și farisei (cf. Fapte 22,30; 23,10). După numai o zi, tribunul află de un complot îndreptat împotriva lui Pavel (asasinarea acestuia într-o învălmășeală a mulțimii - cf. Fapte 22,35u). Claudiu decide, prin urmare, să-l trimită pe Pavel, sub escortă sigură, în Cezareea, la proconsulul Felix, care îl va pune sub pază în „pretoriul lui Irod” (cf. Fapte 23,12-15). Cinci zile mai târziu i s-a făcut o judecată sumară, suficientă însă ca Felix să se convingă de nevinovăția sa, dar pentru a face pe plac iudeilor și, poate, cu speranța că va primi ceva bani pentru răscumpărarea lui, l-a ținut, sub pază militară, în captivitate încă doi ani (cf. Fapte 24,1-25), până la sosirea noului procurator, Festus Porcius (60 e.n.). Acesta a încercat să pună capăt situației, dar Pavel, prevăzând o judecată nedreaptă, sub presiunea iudeilor, a făcut apel la tribunalul împăratului (cf. Fapte 25,11). În așteptarea trimiterii sale la Roma, Pavel este chemat să vorbească înaintea regelui Agripa al II-lea și a rău-famatei sale surori, Berenice (cf. Fapte 25,13; 26,32). În sfârșit, întemnițatul este încredințat centurionului Iuliu cu un „elogium” de înmânat tribunalului roman. Călătoria spre Roma a avut aventuri dramatice: nava în derivă; un scurt acostament în Creta, cu un aprins consiliu de bord, la care a intervenit și Pavel; alte zile apăsătoare, în bătaia valurilor furioase; naufragiu lângă insula Malta, din care au scăpat toți, și, după o ședere de trei luni pe această insulă (Fapte 28,11), vor străbate și ultima parte a călătoriei: Siracuza, Reggio Calabria, Pozzuoli - lângă Napoli, Via Appia, Roma - destinația finală, unde au ajuns toți cu bine (cf. Fapte 27,1; 28,1). În primăvara anului 61 e.n., Pavel ajunge în capitala imperiului, unde este bine primit de creștini. În așteptarea procesului, i se permite să rămână, timp de doi ani, într-o casă sub supraveghere militară (Fapte 28,30).
Proba libertății relative se găsește în faptul că el îi poate întâlni pe reprezentanții comunității iudaice (cf. Fapte 28,17-27) și i se îngăduie chiar mai mult, așa cum se poate întrezări din scrisorile, numite ale captivității (Efeseni, Coloseni, Filimon și, probabil, Filipeni). Apostolul, chiar dacă este sub pază și încătușat, apare, în continuare, ca marele misionar care desfășoară o activitate destul de intensă în Biserica din Roma și călăuzește încă – dojenind, îndemnând și învățând – pe convertiții săi din îndepărtata Asie Mică.

### Sfârșitul
În 63 e.n., din cauza faptului că din Iudeea nu se prezenta nimeni care să-l acuze de ceva, a fost lăsat în libertate. Ce s-a mai petrecut după această dată poate numai fi bănuit, nu mai sunt informații cu privire la el. Pentru exegeți rămâne încă o taină nedescifrată de ce anume cartea Faptele Apostolilor termină atât de brusc istoria celor doi mari protagoniști: Petru (capp. 1–15) și Pavel (capp. 9–29). Convingerea cea mai plauzibilă este că această „neîncheiere” a cărții lasă să se înțeleagă că istoria abia începută trebuie „scrisă” de fiecare generație de creștini „până la venirea Domnului”.

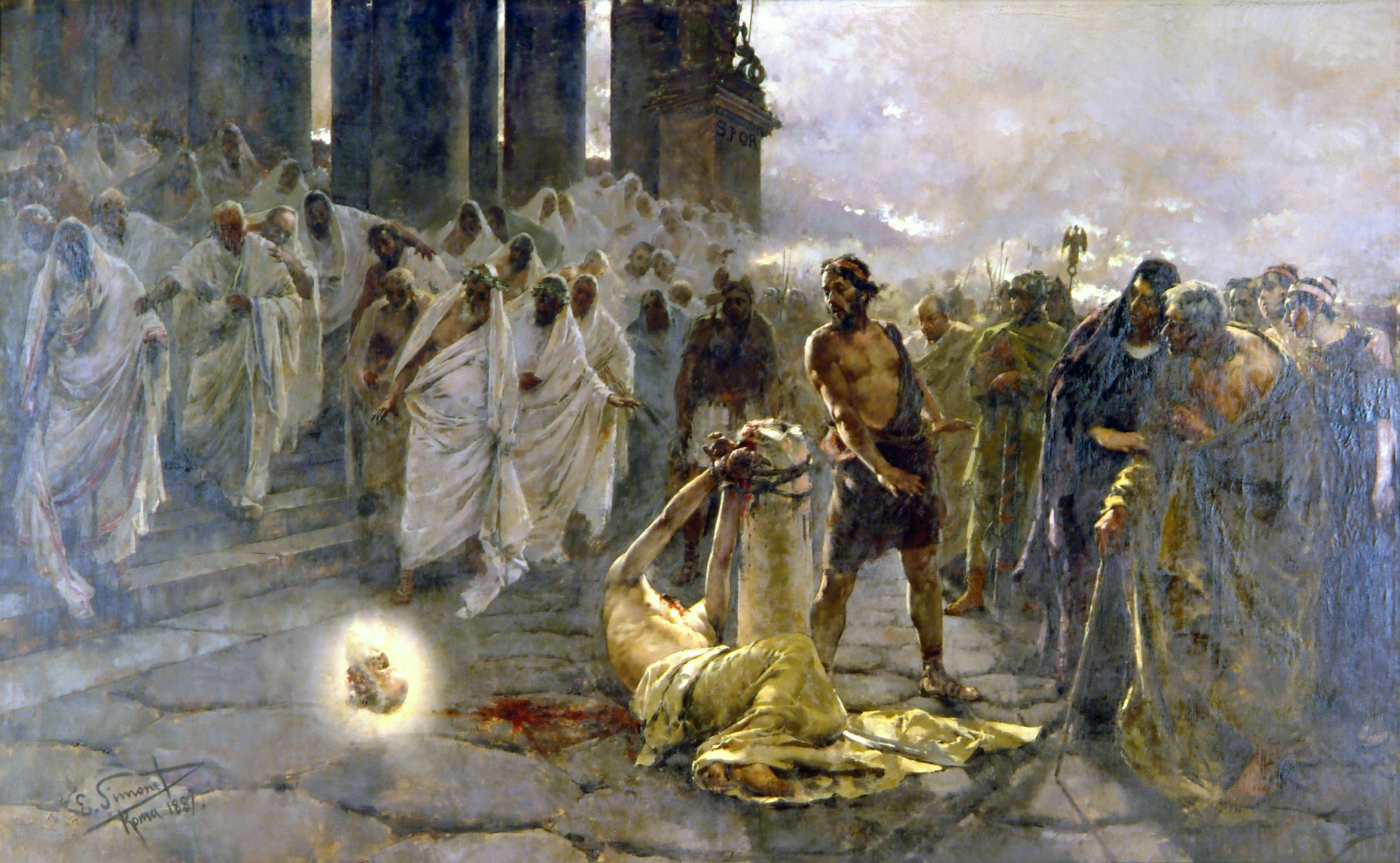
Tăierea capului Sfântului Pavel - Enrique Simonet,1887

Tradiția creștină cea mai veche vorbește de o călătorie misionară a apostolului în Spania, pe care o proiectase mai demult (cf. Rom 15,24.28). Epistolele pastorale 1 și 2 Timotei și Scrisoarea către Tit – oricât de complicat ar părea – presupun o călătorie în Orient. Pavel a fost în Creta (cf. Tit 1,5), în Macedonia (1Tim 1,3), în Alexandria Troadei (cf. 2Tim 4,13), la Efes (1Tim 1,3), la Milet (2Tim 4,20) și își propunea să ajungă în Epir (cf. Tit 3,12). Toate aceste evenimente s-au verificat între 63-66 e.n. Cu mare probabilitate, în toamna lui 66 e.n., Pavel a fost arestat la Nicopole, în Epir, și apoi dus la Roma. În prima lui audiere nu s-a decis nimic. Detenția era, însă, foarte grea (2Tim 1,12; 2,9) și s-a terminat cu martiriul prin decapitare, probabil în 67 e.n., cum notează Eusebiu din Cezareea. 
- (Această ultimă parte de reconstituire a vieții apostolului, nu se bucură de unanimitate. Sunt, într-adevăr și cercetători care consideră anul morții lui Pavel ca fiind 60 sau 61; dar nu reușesc nici ei să probeze cu documente ipoteza. S-a preferat această reconstituire și cu precizarea de față pentru a crea un tablou mai complet al problemei).

Pe locul martiriului său se află biserica San Paolo alle Tre Fontane, iar mormântul său se află în Bazilica Sfântul Paul din afara Zidurilor (Basilica Ostiense).
Este sărbătorit la 29 iunie, împreună cu apostolul Petru.

## Opera
Opera apostolului are trei părți: 
1. constituirea de comunități creștine;
2. crearea unei „școli” creștine (a unui curent teologic creștin) și
3. scrierile sale.

### Constituirea de comunități creștine
Cât privește constituirea de comunități creștine, prin predicarea Evangheliei, acest capitol se poate reconstitui, într-o oarecare măsură, urmărind aspectul privind viața și activitatea apostolului. Pentru a pricepe cât mai îndeaproape lucrarea acestui gigant al creștinismului ar mai fi de adăugat că este necesar să se urmărească pe o hartă traseul călătoriilor sale misionare .
Un alt aspect, nu lipsit de importanță, este constituit de cele trei vizite la Ierusalim (săvârșite după întâlnirea sa cu Domnul înviat), încheiate cu arestarea și martiriul său: în această prezentare a activității sale misionare mai ales autorul Faptelor Apostolilor pune în evidență (citind în filigran) conformitatea apostolului cu Isus. La fel ca Isus, și Pavel urcă de trei ori la Ierusalim și a treia oară este arestat...

### Școala teologică paulină
Școala teologică paulină este constituită atât de învățătura orală, cât și – mai ales – de scrierile apostolului. Ucenicii săi colaboratori i-au preluat doctrina și au purtat-o mai departe. Practic vorbind, trăsăturile acestei școli nu sunt altceva decât ideile fundamentale ale operei pauline, pe care azi le putem găsi în scrisorile sale și, indirect, în Fapte și-n 2Petru.
Care sunt în concret aceste idei teologice de bază?
În centrul teologiei pauline se găsește Evanghelia lui Isus Hristos, expusă cu variație de accente, care, la rândul lor, au relevanță și implicație majoră în credință.
Astfel, în Galateni, Evanghelia este reprezentată de darul înfierii universale (cf. Gal 1,11-12; 3,6-7), în Romani accentul este pe „imparțialitatea divină” universală (cf. Rom 1,16-17), în 1 și 2 Corinteni Evanghelia constă în „înțelepciunea crucii” (cf. 1Cor 1,18). Așadar, evenimentul unic al morții lui Isus Hristos reprezintă fundamentul eshatologiei (cf. 1 și 2 Tes), al eclesiologiei (cf. Col și Efes), al pneumatologiei și al eticii pauline. Este evident că viziunea lui Pavel asupra mântuirii este pasajul/ trecerea (Pashca) lui Hristos. În moartea și învierea Fiului, Tatăl duce la împlinire propriul plan de mântuire, manifestându-și „dreptatea” (cf. Rom 1,17; 3,21) care restabilește omul păcătos în raport cu el. „Omului vechi” (Cf. Rom 6,6; Col 3,9) – a cărei existență fusese făcută ne-autentică, fie din cauza strictei observații la iudei, fie din cauza rătăcirii la toți ceilalți oameni – se substituie „noua creatură” (cf. 2Cor 5,17; Gal 6,15), „omul cel nou”, care, nefiind abandonat total de harul lui Dumnezeu, trăiește într-o credință rodnică și înfăptuitoare întru iubire.
Comunitatea creștină – Biserica – este „trupul lui Hristos” (cf. 1Cor 12,12), identificată într-o anume formă cu Hristos însuși (natura sacramentală a întrupării realizată continuu prin Botez, Euharistie și primirea Duhului Sfânt), dobândește și ea (Biserica) înțeles deplin în lumina Paștilor. Această viziune a Bisericii are urmările ei firești: creștinii sunt astfel numiți mădulare ale lui Hristos; structural, deși este formată dintr-un mare număr de mădulare, Biserica este un singur trup, cu un singur cap, Hristos.
Pentru Pavel „sfârșitul timpurilor deja a venit” (cf. 1Cor 10,11), este chiar timpul pe care-l trăim noi, este „timpul favorabil”, este „ziua mântuirii” (cf. 2Cor 6,2), timp inaugurat de Hristos "începutul” răscumpărării (cf. 1Cor 15,20.23), Hristos „primul născut dintre morți” (cf. Col 1,18).
Conform viziunii Sf. Ap. Pavel creștinul este, așadar, orientat spre această plinătate, împărtășind, în același timp, tensiunea întregii creații spre „eliberare din sclavia stricăciunii, pentru a intra în libertatea slavei fiilor lui Dumnezeu” (cf. Rom 8,21).

### Alte teme ale teologiei pauline
Alte teme ale teologiei pauline care pot și merită să fie aprofundate sunt: 
- planul de mântuire al lui Dumnezeu, Tatăl, în Christos Isus. Deseori în scrisorile sale, Pavel face apel la această inițiativă gratuită a lui Dumnezeu: „Dumnezeu v-a ales de la-nceput pentru mântuire (...) chemându-vă la aceasta cu evanghelia noastră, ca să luați în stăpânire (lit. posesie) slava Domnului nostru Isus Christos” (2 Tes 2,13-14), sau: „Dumnezeu nu ne-a destinat mâniei, ci posedării mântuirii prin Domnul nostru Isus Christos, care a murit pentru noi ca noi să putem trăi cu/în El” (1Tes 5,9-10).
- lucrarea lui Christos Mântuitorul/Răscumpărătorul;
- Mântuirea întru speranță; în credință;
- omul – o făptură nouă în Christos;
- evreii și ne-creștinii;
- ministerul apostolilor, pe care Tatăl i-a constituit în Christos depozitari ai „cuvântului reconcilierii” (cf. 2Cor 5,19) și care exercită ministerul/slujirea lor în calitate de „colaboratori ai lui Dumnezeu” (cf. 2Cor 5,18.6,1).

### Scrisorile lui Pavel
Scrisorile lui Pavel, sau cum mai sunt numite azi, epistolele pauline:
Indisputabil autentice
- Romani
- 1 Corinteni
- 2 Corinteni
- Galateni
- Filipeni
- 1 Tesaloniceni
- Filimon

Deuteropauline (autenticitatea lor este disputată)
- Efeseni
- Coloseni
- 2 Tesaloniceni

Epistolele pastorale îi sunt și ele tradițional atribuite lui Pavel, deși opinia critică majoritară actuală consideră că ar fi fost scrise sub pseudonim:
- 1 Timotei
- 2 Timotei
- Tit

Evrei (atribuită din greșeală)
- Deseori i-a fost atribuită lui Pavel și Evrei, epistolă care nici măcar nu pretinde că ar fi scrisă de Pavel.[20]

## Pavel în iconografie

### Atribute ale lui Pavel

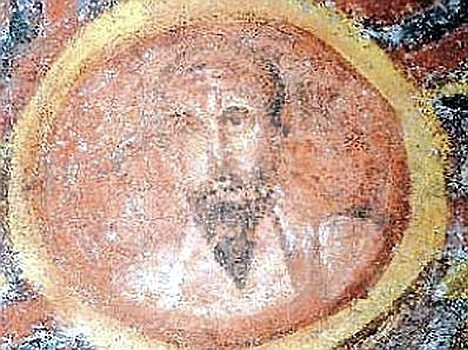
Cel mai vechi portret cunoscut al apostolului Pavel, sec. al IV-lea, Catacomba di Santa Tecla, Roma, în vecinătatea Bazilicii San Paolo din afara zidurilor.

Deși Pavel nu făcut parte din grupul celor 12 apostoli care l-au însoțit pe Isus din Nazaret, el este reprezentat împreună cu ei și aceasta prin excluderea unuia sau altuia din ceilalți apostoli, cu scopul de a păstra numărul simbolic 12. Acest fapt dovedește cât de repede a fost asimilat Pavel în rândul apostolilor; probabil datorită neobositei sale activități de organizare desfășurate în comunitățile creștine primare.
Din Faptele Apostolilor (18,3) reiese că el își câștiga existența confecționând corturi, motiv pentru care sfoara este prezentă printre atributele sale iconografice, așa cum sunt și coșul (amintind de fuga lui din Damasc) și sabia (amintind de moartea sa de martir).
Reformatorii secolului al XVI-lea au văzut în Pavel opozantul lui Petru, venerat de catolici. Această preferință a avut urmări destul de însemnate în iconografia din perioada Contrareformei. În ambientul reformat (mai ales în Germania) iconografia s-a îmbogățit cu noi detalii, dintre care cel mai însemnat este reprezentarea lui Pavel cu două săbii: una a martiriului, cealaltă a „Cuvântului lui Dumnezeu”, nefiind exclusă nici interpretarea conform căreia ar fi opusul celor două chei ale lui Petru. (Pot fi amintite aici ciclurile de fresce ale lui Peter Vischer din Sf. Sebald la Nürenberg și ciclul lui Tilman Reimenschneider de la Würzburg, secolul al XVI-lea).
Sabia care, în prezent, este atributul cel mai răspândit și în baza căreia Pavel poate fi identificat cu ușurință, apare în arta plastică destul de târziu (prin secolul al XIII-lea); în arta paleocreștină, însă, Pavel este cel mai des reprezentat cu o carte sau un sul de papirus. Cu o frecvență mult mai mică este întâlnit și șarpele, amintind de vipera care l-a mușcat pe Pavel după naufragiul pe coastele insulei Malta (cf. Fapte 28, 1-6).
În general, artiștii s-au oprit asupra particularităților vieții apostolului după convertirea sa și ușor de regăsit în scrisorile sale sau în Faptele Apostolilor. Unicul episod păstrat în arta creștină, în care Saul apare ca persecutor al creștinilor este, bineînțeles, scena lapidării protomartirului Ștefan (cf. Fapte 7, 58-60).

### Teme iconografice legate de viața lui Pavel
Convertirea Sfântului Paul pe drumul Damascului a făcut obiectul a numeroase reprezentări iconografice, care pot fi împărțite în două categorii, în funcție de tradiția exegetică urmată:
Prima tradiție, și cea mai veche, îl prezintă pa Saul lovit sau învăluit de un halou de lumină, ceea ce spune că Isus cel înviat i se revelează. Din această serie de reprezentări un loc aparte îl are o miniatură din enciclopedia Hortus Deliciarum⁠(en)[traduceți] din secolul al XII-lea, în care doar Christos apare într-o mare de lumină, de unde îndreaptă spre Saul o sabie cu două tăișuri. Saul este prosternat la pământ între un lup și un miel. Miniatura evidențiază, astfel, că la întâlnirea cu Domnul (care, după unii, amenință cu judecata ținând sabia îndreptată spre vinovat), lupul s-a transformat în miel; după alții, însă – considerând chipul blând și privirea prietenoasă a Domnului – convertitului tocmai i se încredințează cuvântul pe care trebuie să-l ducă la toate neamurile și să-l predice și celor mici și celor mari și că el – Saul – va fi din dragostea lui pentru Christos ca un miel înaintea lupilor.

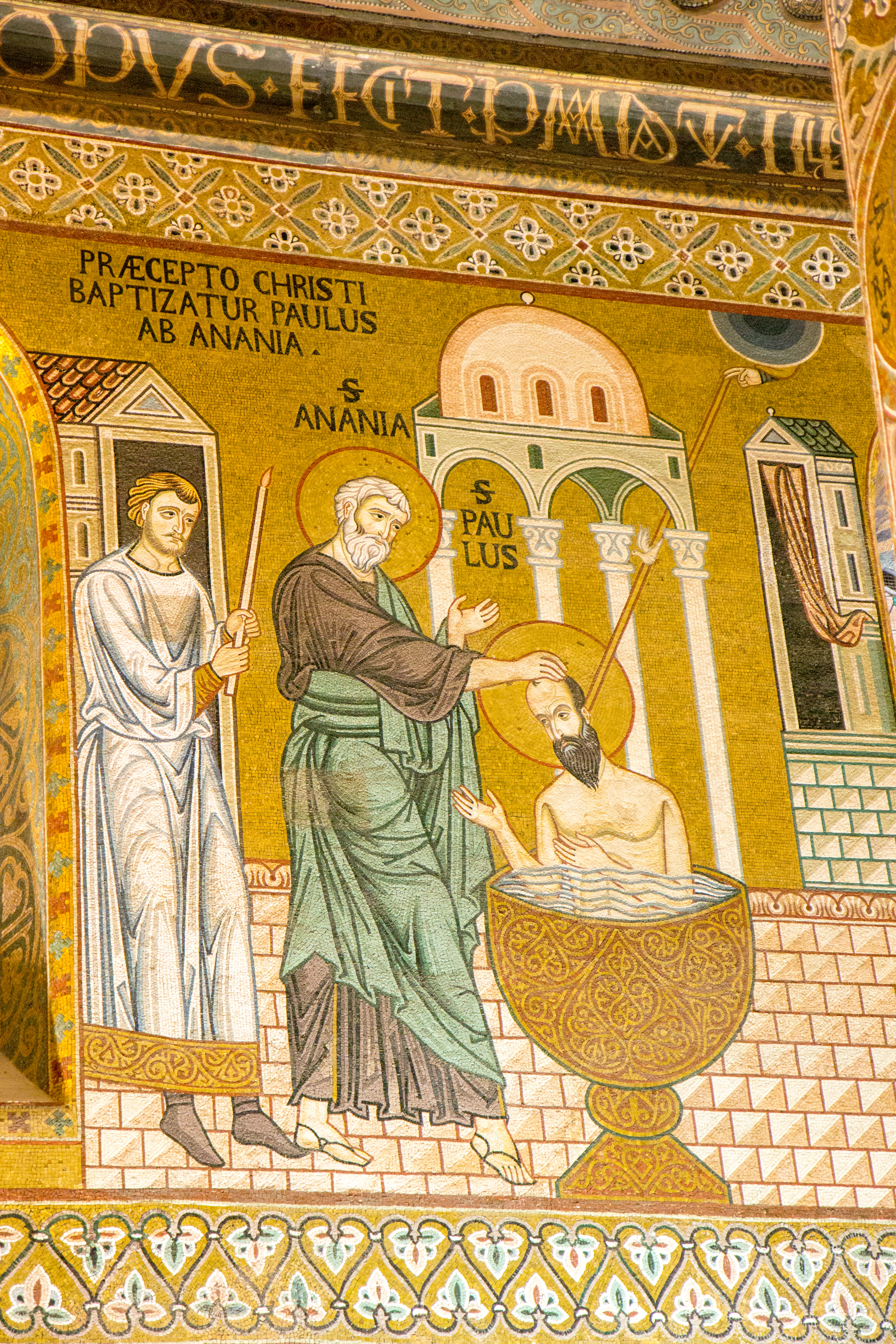
Botezul lui Pavel, en, Palermo, sec. al XII-lea

Cea de-a doua tradiție prezintă un aspect sau altul al aceluiași eveniment: Saul tocmai în momentul în care este aruncat jos de pe cal, sau deja căzut la pământ, de remarcat că aceste reprezentări prezintă și calul părtaș activ la eveniment (poate în legătură cu asinul lui Balaam, din Vechiul Testament). Acest tip de reprezentări își are originea prin secolul al XIV-lea, renașterea occidentală.
Izvor de inspirație pentru artiști a constituit și episodul narat în Fapte 9,17-19: botezul lui Saul.
În general, este reprezentat gol, cufundat în apa botezului („izvorul vieții”), în timp ce un porumbel – reprezentarea plastică a Duhului Sfânt – îi coboară în ureche. Un exemplu din secolul al XII-lea în acest sens este mozaicul din Cappella Palatina din Palermo. Tema a fost reluată în fresca de la Mănăstirea Dečani din Kosovo: Pavel în picioare, gol în apa botezului, Anania, asistat de un acolit, cu lumânarea aprinsă în mână, îl botează pe Pavel.

## Convertirea lui Pavel în artă
Scena convertirii sale la creștinism, după contactul transcendental cu Isus, în care Pavel cade de pe cal, este prezentată în numeroase tablouri (Michelangelo, Caravaggio, Lucas Cranach cel Tânăr, Parmigianino, Pieter Bruegel cel Bătrân).

## Anul Paulin
Pentru a celebra personalitatea Sfântului Apostol Pavel, papa Benedict al XVI-lea a proclamat „Anul Paulin”, la împlinirea a două milenii de la nașterea lui Pavel, chiar dacă această dată este simbolică și aproape sigur arbitrară. „Anul Paulin” s-a desfășurat din data de 28 iunie 2008 până la 29 iunie 2009.